# 영흥 최씨
영흥 최씨(永興 崔氏)는 함경남도 영흥군을 본관으로 하는 한국의 성씨이다. 시조 최지미[崔之美]의 손자 최한기를 낳았는데, 후에 영흥백(崔閑奇)에 봉해졌다.

## 역사
영흥 최씨(永興 崔氏)는 최천보(崔天甫)를 시조로 받들고 있다. 조선왕조실록과 열성팔고조도에 의하면 천보의 자는 지미(之美)인데, 영흥 최씨 족보에는 지미가 이름이라 한다. 족보에 의하면 최지미는 경주 최씨(慶州崔氏)의 시조인 최치원(崔致遠)의 후손으로 고려 때 벼슬을 지냈고 영흥백(永興伯)에 추증되었으며, 그의 손자 한기(閑奇)가 환조대왕(桓祖大王)의 빙부(聘父)가 되어 영흥백(永興伯)에 봉해졌으므로 후손들이 경주 최씨에서 분적(分籍)하여 본관(本貫)을 영흥(永興)으로 삼아 세계(世系)를 이어오고 있다고 한다.

## 본관
영흥(永興)은 함경남도에 있는 지명으로 부족국가시대에 옥저(沃沮)의 땅이었다가 고구려의 장령진(長嶺鎭)으로 불렀으며, 당문(唐文) 또는 박평군(博平郡)이라고도 하였다. 920년(고려 태조 3)에 화주(和州)라 하였고, 955년(광종 6)에 처음으로 성보(城堡)를 두었다. 995년(성종 14)에 안변도호부(安邊都護府)로 합병, 개칭하였다가 1028년(현종 19) 화주방어사(和州防禦使) 본궁(本宮)이 되었고 고종(高宗) 때 원(元)의 쌍성총관부가 설치되었고 등주(登州)와 통주(通州)를 합쳤으나 충렬왕(忠烈王) 때 다시 복구되었다. 1356년(공민왕 5)에 화주목(和州牧)이 되었고, 1369년(공민왕 18)에 화령부(和寧府)로 고쳤다. 태조 때에는 영흥부(永興府)를 개칭하여, 진(鎭) 이름을 평주(平州)라 하였다가, 1403년(태종 3)에 군(郡)이 되었고, 이듬해 부(府)로 승격하였다. 1416년(태종 16)에 화주목(和州牧)으로 개칭, 토관(土官)을 두었고 세종조(世宗朝)에 와서 진을 두었다. 1470년(성종 1)에 관찰사영(觀察使營)을 본부(本府)에 옮기고 토관을 두었으며, 1509년(중종 4)에 다시 관찰사영을 함흥으로 옮기고 영흥대도호부(永興大都護府)에 승격되었다. 1896년 전국을 13도제로 고칠 때 함경남도 영흥군이 되었다. 1943년 영흥면이 읍으로 승격하였다. 광복 이후 조선민주주의인민공화국이 점령하였고, 1977년 함경남도 금야군으로 개칭하였다.

## 집성촌
- 함경남도 영흥군 복흥면 중면리
- 함경남도 영흥군 인흥면 영풍리

## 인구
대한민국 통계청의 인구조사에 의하면 대한민국에 영흥 최씨는 1985년에는 204가구 1,021명, 2000년에는 140가구, 436명이 있는 것으로 조사되었다. 조선민주주의인민공화국 함경도 지방에 집성촌을 이루고 있기 때문에 조선민주주의인민공화국에는 더 많은 인구가 있을 것이라고 추정된다.